# Anton Doboș

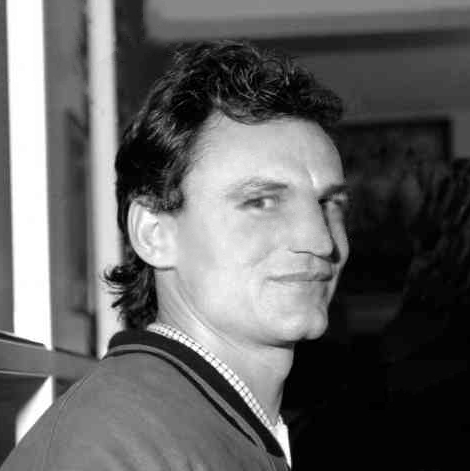
Imagem de Anton Doboş em 1995

Anton Doboş (Sărmaşu, 13 de outubro de 1965) é um ex-futebolista romeno.
Doboş, que atuava como zagueiro central, se destacou no Steaua, onde jogou de 1991 a 1996. Militou também no Progresul Brăila, no Sticla Arieşul Turda (onde começou a carreira), no  U Cluj, no Dínamo Bucareste e no AEK Atenas até se aposentar, em 2000, no Ethnikos Pireu.
Ele também atuou pela Seleção Romena de Futebol, entre 1993 e 1998. Não foi lembrado para a Copa dos EUA, em 1994, mas atuou na Euro 1996 e na Copa de 1998.
Doboş também se aventurou como treinador, no Timişoara, trabalhando como interino. É, até hoje, sua única experiência como técnico.

## Susto em 2008
Em agosto de 2008, Doboş sofreu um grave acidente automobilístico, chegando a permanecer em coma durante um dia. Surpreendentemente, o ex-zagueiro recuperou a consciência, mas não conseguia lembrar de nada.